# 利贝尔达迪
利贝尔达迪是巴西米纳斯吉拉斯州的一个市镇。总面积402.242平方公里，总人口5333人，人口密度13.3人/平方公里。